# Desastres em 2019
Esta página lista os fatos e referências dos desastres que aconteceram durante o ano de 2019.

## Janeiro
- 8 de janeiro - A Colisão de trens na Estação Mountain View, um desastre em que dois trens de passageiros colidiram na estação de Mountain View, em Pretória, na África do Sul. Quatro pessoas foram mortas e mais de 600 ficaram feridas.[1][2]
- 14 de janeiro - Quinze pessoas morrem após queda de avião da Saha Air Lines na base aérea iraniana de Fath.[3]
- 17 de janeiro - Atentado em Bogotá, Colômbia, deixa 21 mortos e 68 feridos. Autor do ataque era membro do Exército de Libertação Nacional.[4]
- 21 de janeiro - Avião que carregava o futebolista Emiliano Sala desaparece no Canal da Mancha.[5]
- 24 de janeiro - Onda de frio na América do Norte mata 21 pessoas.[6]
- 25 de janeiro - Rompimento de barragem da Vale no município brasileiro de Brumadinho, em Minas Gerais, destrói comunidades e deixa cerca de 270 mortos. As buscas por sobreviventes prosseguiram pelos meses seguintes.[7]

## Fevereiro
- 6 de fevereiro - Um temporal atinge o Rio de Janeiro, alaga a cidade e deixa sete mortos. Na Avenida Niemeyer, uma encosta deslizou sobre um ônibus matando duas pessoas e desabando um trecho da Ciclovia Tim Maia.[8]
- 8 de fevereiro - Incêndio no Centro de Treinamento George Helal, do Clube de Regatas do Flamengo, deixa 10 mortos e 3 feridos.[9]
- 11 de fevereiro - Queda de helicóptero na Rodovia Anhanguera em São Paulo mata o jornalista Ricardo Boechat e o piloto da aeronave Ronaldo Quattrucci.[10]
- 27 de fevereiro - Acidente na Estação Ramessés, um desastre ocorrido no Cairo, Egito.[11]  Vinte e cinco pessoas foram mortas e quarenta feridas.[12][13][14][15][16]

## Março
- 3 de março - Onda de tornados no sudeste dos Estados Unidos causa 23 mortes e deixa mais de 100 feridos.[17]
- 10 de março - Boeing 737 MAX 8 da Ethiopian Airlines com 149 passageiros e 8 tripulantes que fazia o ET302 cai logo após decolar, o avião levava passageiros de 33 países e saia de Adis Abeba, capital da Etiópia, rumo a Nairóbi, capital do Quênia, todos a bordo morreram.[18]
- 11 de março - Enchente na cidade de São Paulo provocando alagamentos e bloqueando vias de acesso a capital paulista. 12 mortos e 4 feridos.[19]
- 13 de março - Massacre de Suzano: Dois jovens matam 8 pessoas em uma escola e cometem suicídio, completando 10 mortes.[20]
- 13 de março - Desabamento de prédio com escola mata 12 crianças em Lagos, na Nigéria.[21]
- 15 de março - Atentado de Christchurch: Duas mesquitas sofrem com atentados, deixando 50 mortos e vários feridos.[22]
- 18 de março - Atirador mata três pessoas e fere outras cinco em Utrecht, Países Baixos.[23]
- 21 de março - Explosão em fábrica de produtos químicos em Yancheng, Jiangsu, na China, mata 78 pessoas e fere outras 617.[24]
- 22 de março - Mais de 1 000 mortos e uma quantidade desconhecida de desaparecidos após o ciclone Idai atingir os países Zimbábue, Malawi e Moçambique.[25]
- 23 de março - Massacre de Ogossagou, atiradores mataram 160 pastores fulas no Mali central.[26] Duas aldeias, Ogossagou e Welingara, foram particularmente afetadas.[27]
- 24 de março - As forças civis e armadas foram mobilizadas em resposta às Inundações no Irã, que foi atingido por três grandes ondas de chuva e inundações ao longo de duas semanas,[28] o que levou a inundações em pelo menos 26 das 31 províncias iranianas,[29] e pelo menos 70 pessoas morreram em todo o país.
- 29 de março - Rompimento de barragem em Machadinho d'Oeste, no estado de Rondônia, Brasil, deixa cerca de cem famílias isoladas.[30]

## Abril
- 4 de abril - Tentativa frustrada de assalto em Guararema (SP): 11 criminosos mortos, 3 suspeitos foram presos e levados para a cadeia.[31]
- 6 de abril - Parte de ponte da Alça Viária desaba e cai no rio Moju.[32]
- 8 de abril - Maior chuva em 22 anos provoca alagamentos em várias localidades do Rio de Janeiro e deixa 10 mortos.[33]
- 12 de abril - Dois prédios desabam em Muzema, comunidade na Zona Oeste do Rio de Janeiro, deixa 24 mortos.[34][35]
- 15 de abril - Violento incêndio destrói parcialmente a Catedral de Notre Dame em Paris, França.[36]
- 21 de abril - Em pleno Domingo de Páscoa, oito explosões deixam 258 mortos e mais de 500 feridos no Sri Lanka. O Daesh reivindicou os atentados.[37]
- 22 de abril - Sismo de Luzón, um sismo de magnitude 6,1 que atingiu a ilha de Luzón, nas Filipinas, deixando pelo menos 18 pessoas mortas e 252 feridas. Apesar do epicentro ter sido localizado em Zambales, a maior parte dos danos em infraestruturas ocorreu em Pampanga.[38][39][40]
- 26 de abril - Ciclone Fani - um poderoso ciclone tropical que tocou terra na Índia oriental e Bangladesh como uma tempestade ciclónica extremamente severa. A segunda tempestade nomeada, a primeira tempestade nomeada pelo Departamento Meteorológico da Índia (IMD) e a primeira tempestade ciclónica severa da temporada de ciclones no Índico Norte de 2019. 89 pessoas morreram.[41][42]

## Maio
- 2 de maio - Ciclone Fani atingiu a sua intensidade máxima, como uma tempestade ciclónica extremamente severa, e o equivalente a um furacão de categoria 4 de alto nível. Fani continuou mantendo a sua força até que tocou terra, onde a sua estrutura convectiva se degradou rapidamente e foi rasgada pela cisalhamento vertical do vento.[43]
- 5 de maio - Sukhoi Superjet 100 da Aeroflot que fazia o voo 1492 pega fogo ao retornar ao Aeroporto de Moscou matando 41 das 78 pessoas a bordo. A aeronave seguia de Moscou para Murmansk.[44]
- 20 de maio - Onda de calor na Índia em 2019, uma grave onda de calor n Índia, com temperaturas a atingir 50,8°C (apenas 0,2°C a menos do recorde de temperatura do país, 51°C, de 2016)[45] em Churu, uma cidade localizada no Rajastão.[46] Como resultado, 184 pessoas morreram somente no estado de Bihar, com dezenas de outras mortes registradas em outras partes do país. Além disso, brigas e discussões surgiram devido à escassez de água, levando pessoas a serem mortas, esfaqueadas e espancadas.[47]
- 23 de maio - Seis brasileiros são encontrados mortos após um vazamento de gás na cidade de Santiago, Chile.[48]
- 26 de maio - Terremoto de 7,5 graus na escala de magnitude de momento é registrado no Alto Amazonas Peruano.[49]
- 26 de maio - Confronto entre facções criminosas deixa mais de 50 mortos em presídios do estado do Amazonas, Brasil.[50]
- 27 de maio - Queda de avião de pequeno porte no povoado de Porto do Mato, no município brasileiro de Estância, Sergipe, mata 3 pessoas, entre elas, o cantor Gabriel Diniz aos 28 anos.[51]
- 29 de maio - Cruzeiro fluvial colide com outro navio e afunda em Budapeste, Hungria, matando pelo menos vinte e sete pessoas.[52]
- 31 de maio - Tiroteio em Virginia Beach, nos Estados Unidos, deixa pelo menos 12 mortos e 6 feridos.[53]

## Junho
- 13 de junho - Massacre de Sobane-Kou, quando a aldeia dogom de Sobane-Kou, no Mali, foi atacada. Moulaye Guindo, prefeito de Bankass, uma cidade vizinha, responsabilizou um grupo miliciano fula. O ataque matou 35 pessoas.[54][55][56]
- 13 de junho - Dois navios petroleiros são atacados no golfo de Omã, em meio a intensas tensões entre o Irã e os Estados Unidos.[57]
- 16 de junho - Apagão na América do Sul de 2019
- 16 de junho - Surto de encefalite aguda em Bihar, Índia, resulta na morte de mais de 100 crianças.[58]
- 19 de junho - Ao menos 184 pessoas morrem durante onda de calor na Índia.[59]
- 26 de junho - Pisoteamento durante comemoração do dia da independência em Antananarivo, Madagáscar, mata 16 pessoas e fere outras 100.[60]

## Julho
- 1 de julho - Grupo militante Talibã mata 40 pessoas e fere outras 105 em ataque ao edifício do Ministério da Defesa em Cabul, Afeganistão.[61]
- 1 de julho - Incêndio no submarino russo Losharik mata 14 tripulantes.[62]
- 3 de julho - Forças associadas ao general Khalifa Hafter matam 53 pessoas e ferem outras 130 em bombardeamento aéreo do centro de detenção de Tajura, em Trípoli, Líbia.[63]
- 4 de julho - Sismos de Ridgecrest, uma série de sismos que ocorreu perto do Vale Searles e do Parque Nacional do Vale da Morte, na Califórnia.[64][65] Um sismo de 6.4 MW ocorreu às 17:02 UTC em uma área remota do Condado de San Bernardino. Este sismo foi precedido por vários sismos menores, e foi seguido por mais de 1.400 réplicas detectadas.[66] Um dia depois, um sismo de 7.1 MW ocorreu às 15:19 UTC, perto da localização do sismo anterior.[67]
- 11 de julho - Inundações no Nepal, uma série de enchentes relâmpago que afetou extensas áreas do Nepal. Inundações severas foram registradas em várias regiões, especialmente em Terai e Kathmandu devido à estação das monções, incluíndo cerca de 78 vítimas fatais, e danos significativos à propriedades e infraestrutura, com rodovias desabando em muitas partes, incluindo a principal rodovia do Nepal.[68][69][70]
- 18 de julho - Um homem de 41 anos comete ataque incendiário no prédio da Kyoto Animation, produtora de animação japonesa. 35 funcionários da empresa morreram, incluindo Yasuhiro Takemoto, diretor do anime A Empregada Dragão da Srta. Kobayashi, exibido no Brasil pela RBTV.[71]
- 24 de julho - Chuvas causam deslizamento de terra na Região Metropolitana do Recife, no Brasil, e deixa 12 mortos.[72]
- 25 de julho - Onda de calor na Europa em julho de 2019, uma onda de calor sem precedentes, que ocorreu entre 21 de julho e 28 de julho de 2019, resultando em recordes de temperaturas regionais e nacionais registradas na Europa. Em 25 de julho, foram relatadas pelo menos seis mortes, sendo 5 pessoas na França e 1 pessoa na Bélgica. Esta onda de calor aconteceu depois de um junho excepcionalmente quente na Europa e foi causada por um forte bloqueio ômega, especificamente, pelo ar quente e seco do norte de África, preso entre sistemas de tempestade fria.[73]
- 28 de julho - Vazamento de óleo no Brasil, um derrame de petróleo cru que atingiu mais de dois mil quilômetros do litoral das regiões Nordeste e Sudeste do Brasil. O vazamento veio do petroleiro Bouboulina, de bandeira grega. A embarcação havia sido carregada na Venezuela, e seguiria para a Cidade do Cabo, na África do Sul. O vazamento teria ocorrido quando o Bouboulina navegava a cerca de 730 km da costa brasileira.[74][75]
- 29 de julho - Confronto entre facções criminosas deixa 57 mortos no presídio de Altamira, estado do Pará, Brasil.[76]

## Agosto
- 3 de agosto - Tiroteio em um Walmart de El Paso, no Texas, nos Estados Unidos, deixa pelo menos 20 mortos e 26 feridos.[77]
- 4 de agosto - Tiroteio em Dayton, Ohio, nos Estados Unidos, deixa pelo menos 10 mortos e 26 feridos, horas depois do tiroteio em El Paso.[78]
- 7 de agosto - Atentado suicida perto de delegacia de polícia em Cabul, Afeganistão, mata 14 pessoas e fere outras 145.[79]
- 10 de agosto - Tufão Lekima afeta Filipinas, ilhas Ryūkyū, Taiwan e leste da China, matando pelo menos 80 pessoas.[80]
- 10 de agosto - Explosão de caminhão-tanque em Morogoro, na Tanzânia, deixa pelo menos 75 mortos e 59 feridos.[81]
- 15 de agosto - Todas as 233 pessoas a bordo do Voo Ural Airlines 178 sobrevivem após colisão de pássaros contra ambos os motores do Airbus A321.[82]
- 17 de agosto - Ao menos 80 pessoas morrem após ataque suicida durante casamento em Cabul, Afeganistão.[83]

## Setembro
- 1 de setembro - Furacão Dorian atinge Bahamas como tempestade de categoria 5 e mata pelo menos 50 pessoas.[84]
- 2 de setembro - Incêndio a bordo de barco fretado perto da ilha de Santa Cruz, nos Estados Unidos, deixa 34 mortos e outros cinco feridos.[85]
- 10 de setembro - Pisoteamento durante celebração da Ashura em Carbala, Iraque, mata pelo menos 31 pessoas e fere outras 100.[86]
- 12 de setembro - Incêndio no Hospital Badim no Rio de Janeiro deixa 15 mortos.[87]
- 14 de setembro - Ataques de drones a duas grandes instalações petrolíferas na Arábia Saudita obrigam país a cortar mais da metade de sua produção de petróleo.[88]
- 24 de setembro - Sismo na Caxemira causa 40 mortes e fere mais de 850 pessoas.[89]
- 27 de setembro - Furacão Lorenzo atinge Reino Unido e Irlanda enquanto extratropical, foi um ciclone tropical do Atlântico de categoria 5 mais ao leste do oceano e mais próximo da Europa que jamais se tenha registado.[90] Trata-se da duodécima tempestade nomeada, quinto furacão, terceiro furacão importante e segundo furacão de categoria 5 da Temporada de furacões no Atlântico de 2019.[91]

## Outubro
- 11 de outubro - Vazamento de óleo atinge 63 municípios de 9 unidades federativas na Região Nordeste do Brasil.[92]
- 12 de outubro - Tufão Hagibis atinge o Japão, matando ao menos 70 pessoas e causando graves inundações.[93]
- 15 de outubro - Desabamento do Edifício Andrea, um prédio localizado no bairro Dionísio Torres, na zona nobre de Fortaleza, no Ceará.[94]
- 19 de outubro - Presidente Sebastián Piñera anuncia imposição de estado de emergência no Chile após série de protestos que deixaram ao menos 18 mortos.[95]
- 23 de outubro - Acidente do Cirrus SR20 G2 prefixo PR-ETJ, queda de aeronave Cirrus SR20 em Belo Horizonte, Minas Gerais.[96][97][98]
- 23 de outubro - Trinta e nove pessoas são encontradas mortas em um contêiner refrigerado de um caminhão em Grays, Inglaterra.[99]
- 31 de outubro - Série de sismos atinge Mindanau, nas Filipinas, mata pelo menos 21 pessoas.[100]
- 31 de outubro - Incêndio em trem de passageiros perto de Liaqatpur, Paquistão, mata pelo menos 75 pessoas.[101]

## Novembro
- 14 de novembro - Acidente do Cessna C550 prefixo PT-LTJ em 2019 quando um Cessna C550 caiu em Maraú, Brasil, matando um tripulante e quatro passageiros.[102]
- 26 de novembro - Sismo no noroeste da Albânia mata 46 pessoas e deixa outras 2 000 feridas.[103]

## Dezembro
- 1 de dezembro - Nove pessoas morrem e outras doze ficam feridas durante ação da Polícia Militar do Estado de São Paulo em Paraisópolis.[104]
- 10 de dezembro - Ataque de Inates, no contexto da Guerra do Sahel, um grupo pertencente ao Estado Islâmico na África Ocidental atacou um posto militar em Inates, região de Tillabéri, Níger. Os atacantes usaram armas, bombas e morteiros, matando mais de setenta soldados e sequestrando outros em um dos piores ataques da história do Níger. [105][106][107]
- 12 de dezembro - Acidente de avião da Força Aérea Chilena mata todas as 38 pessoas a bordo, com a aeronave sendo localizada após três dias de pesquisa.[108]
- 24 de dezembro - Ataque de Arbinda, durante a insurreição jihadista em Burkina Faso, um grupo atacou civis e militares em Soum, Burkina Faso, resultando na morte de 35 civis, 7 soldados e 80 atacantes.[109] O ataque foi um dos mais mortíferos de Burkina Faso.[110][111][112]
- 27 de dezembro - Voo Bek Air 2100 cai perto de Almaty, Cazaquistão, matando pelo menos 12 pessoas e ferindo gravemente outras 54.[113]
- 28 de dezembro - Atentado suicida em posto de controle de polícia em Mogadíscio, Somália, mata 79 pessoas e fere outras 149.[114]
- 31 de dezembro - Organização Mundial da Saúde reporta dezenas de infecções de Pneumonia viral de causa desconhecida na cidade de Wuhan, China.[115]